# هنري فورست
هنري فورست (بالإنجليزية: Henry Forrest)‏ هو مدرب خيول أمريكي، ولد في 7 يوليو 1907 في كوفينغتون في الولايات المتحدة، وتوفي في 5 أبريل 1975.